# Alberto Segre
Alberto Segre (Milano, 12 dicembre 1899 – Auschwitz, 27 aprile 1944) è stato un antifascista e imprenditore italiano, vittima italiana della Shoah.

## Biografia
Alberto Segre nacque a Milano, secondogenito del Cav. Giuseppe Segre e di Olga Loevy (Torino, 11 novembre 1878 - Auschwitz, 30 giugno 1944); l'anno precedente era nato il fratello Amedeo. La famiglia era ebraica non praticante. Nel 1910 si iscrisse alla I classe ginnasiale del liceo ginnasio "A. Manzoni" di Milano. Negli ultimi mesi della prima guerra mondiale fu chiamato alle armi come "ragazzo del ‘99"; nel frattempo nel luglio 1918 riuscì a diplomarsi. Successivamente si laureò all'Università Bocconi di Milano in scienze economiche e commerciali. Si sposò nel 1929 con Lucia Foligno, che morì nel 1931, dalla quale ebbe l'unica figlia, Liliana. Fu un convinto antifascista e, per ricordo della figlia, uomo di grande dolcezza e sensibilità.
A seguito delle persecuzioni decretate dalle leggi razziali del 1938, nel 1943 si rifugiò con la figlia e i genitori a Inverigo. Il 10 settembre 1943, nel giorno del compleanno di Liliana, ricevette la visita dell'amico Giorgio Pontremoli, fratello di Aldo Pontremoli, il quale lo esortò a partire insieme a lui (era in compagnia della sua famiglia) per la Svizzera, dove sarebbero stati insieme presso la Casa Anatta. Egli inizialmente rifiutò, poiché non voleva abbandonare i vecchi genitori malati (il padre, in particolare, era affetto dalla Malattia di Parkinson). In seguito, dopo un tentativo di fuga in Svizzera, venne arrestato a Selvetta di Viggiù (Varese) insieme alla figlia, l'8 dicembre del 1943. Dopo un periodo presso il carcere di San Vittore venne deportato da Milano il 30 gennaio 1944 e all'arrivo ad Auschwitz separato dalla figlia. Alberto Segre morirà il seguente 27 aprile.
La figlia Liliana, nominata senatrice a vita il 19 gennaio 2018, verrà liberata il 1º maggio 1945; ne manterrà vivo il ricordo diventando una delle principali testimoni della Shoah in Italia.

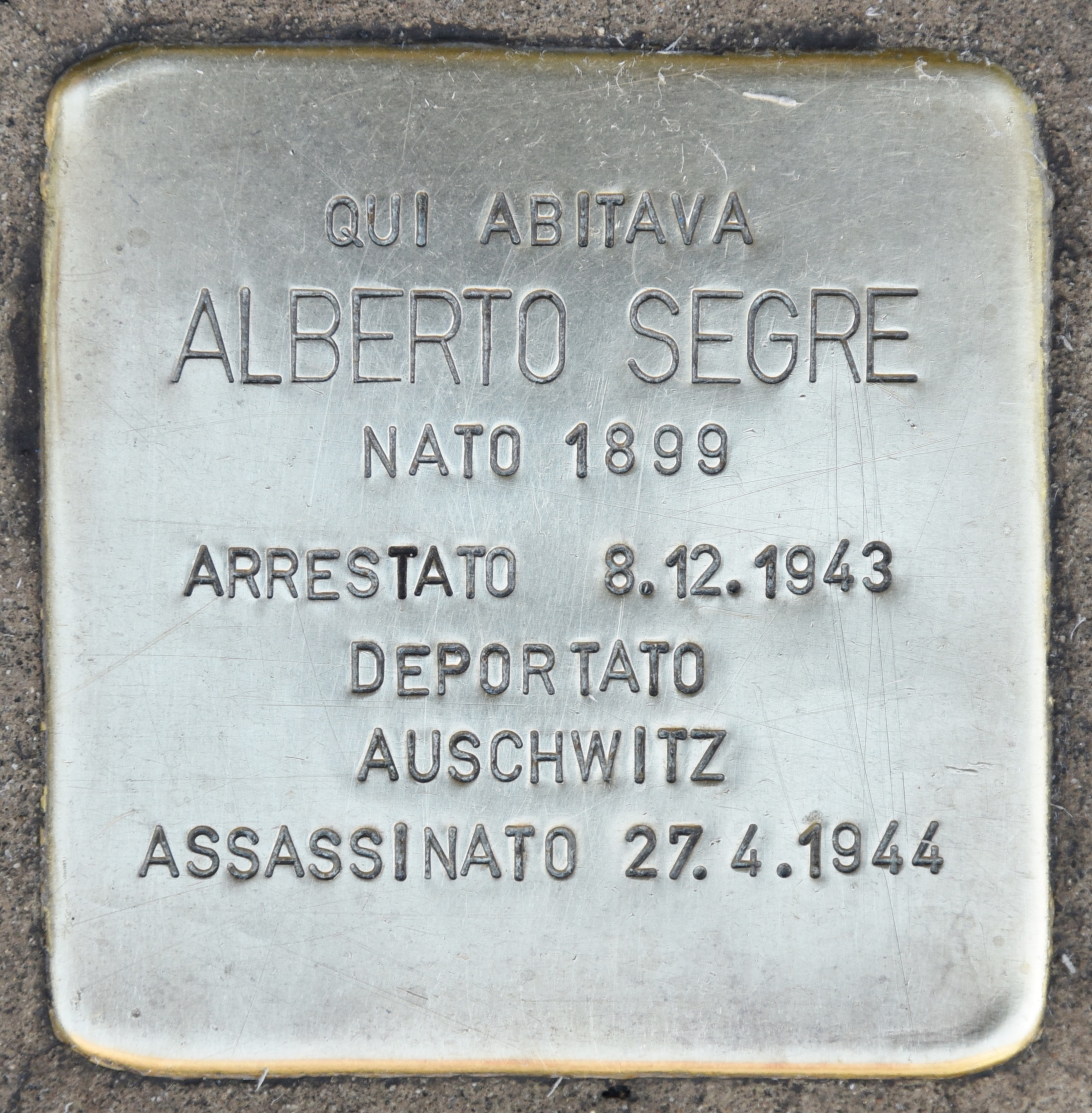
Pietra d'inciampo ad Alberto Segre in corso Magenta 55 a Milano